# Dècada del 1650

## Esdeveniments
- Guerra dels Segadors, que desemboca en el Tractat dels Pirineus
- Es crea la Societat Religiosa d'Amics (els quàquers)
- Inici del període clàssic maorí

## Personatges destacats
- Blaise Pascal
- Diego Velázquez
- Oliver Cromwell
- Lluís XIV de França
- Joan IV de Portugal
- Innocenci X